# Fulgurofusus marshalli
Fulgurofusus marshalli is een slakkensoort uit de familie van de Turbinellidae. De wetenschappelijke naam van de soort is voor het eerst geldig gepubliceerd in 2011 door Harasewych.